# Хрещатик, 30
Будинок № 30/1 — будівля на розі Хрещатику і Прорізної вулиці в Києві навпроти станції метро «Хрещатик». Приміщення займало спочатку Міністерство лісового господарства УРСР, а згодом Міністерство енергетики та вугільної промисловості України.
За визначенням дослідників, споруда — яскравий зразок стилю 1950-х років, який прозвали «прикрашанням».
Рішенням виконавчого комітету Київської міськради народних депутатів № 49 від 21 січня 1986 року
будівлю внесли до реєстру пам'яток архітектури (охоронні номери 166).

## Історія ділянки

### Ділянка №30 до 1941 року
Станом на 1882 рік ділянка належала купцю Л. Кірхґейму та його нащадкам. Близько 1914 року власником став К.Пастель.
Наприкінці ХІХ сторіччя тут збудували триповерховий прибутковий будинок.
У 1900-х роках перший поверх займав кінотеатр «Корсо». Власником мережі кінотеатрів і кіностудії був австрієць Антон Шанцер, який переїхав до міста у 1907 році й оселився на Хрещатику, 42 (за тодішньою нумерацією, тепер тут — Центральний універмаг). Під час Першої світової війни підприємця звинуватили у шпигунстві. Свого часу кінотеатр «Корсо», єдиний з-поміж інших київських сінематографів, отримав ексклюзивні права на показ під час світового прокату стрічки «Кохання королеви Єлизавети» за участю відомої французької актриси Сари Бернар.
1922 року будівлю націоналізували більшовики. Кінотеатр перейменували спочатку на «5-е Держкіно», а згодом на «Спартак».
У 1930-х роках у будівлі містився також готель «Спартак» і крамниця «Фарфор-фаянс-скло».
1941 року радянські диверсанти перед відступом у будинках на Хрещатику заклали вибухові пристрої. Коли німці увійшли до міста, вони пристосували приміщення кінотеатру під комендатуру, а в сусідній крамниці «Дитячий світ» (№ 28/2) розмістили штаб 454-ї німецької охоронної дивізії. Окупаційна влада наказала киянам прийти в комендатуру на реєстрацію. Мешканці кілька днів змушені були стояти у черзі. 24 вересня стався потужний вибух у будівлі № 28/2. Від детонації спрацювала також вибухівка у кінотеатрі. Будівля була повністю знищена. Пожежа перекинулась на весь Хрещатик.

Ділянка до і після підриву у 1941 році
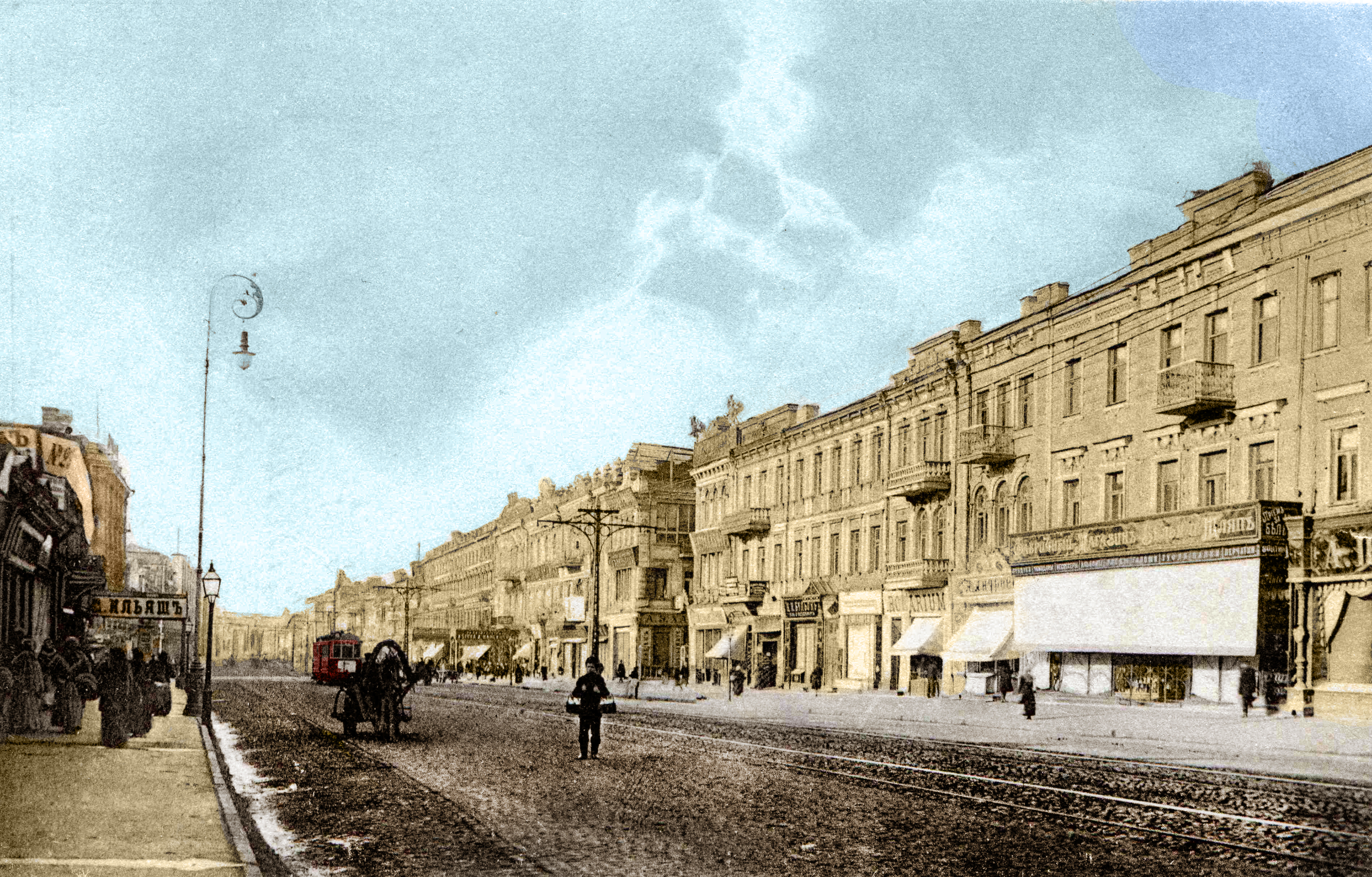
Триповерховий прибутковий будинок (праворуч) у 1900-х роках
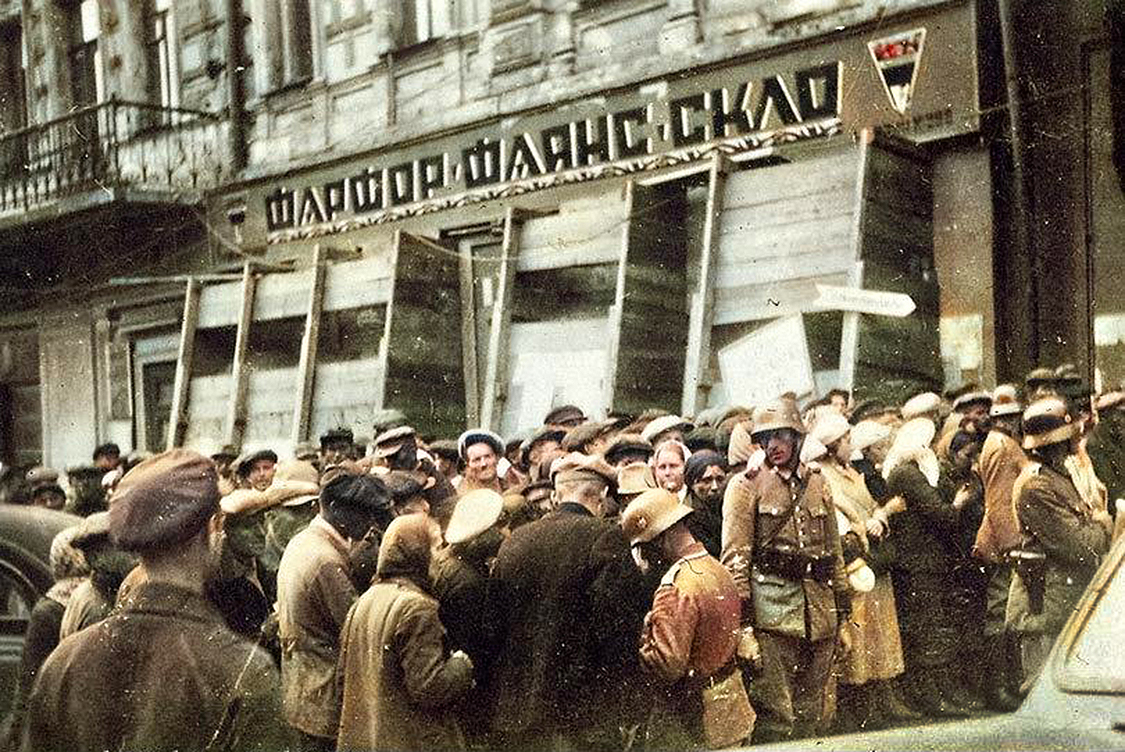
Черга киян у комендатуру на реєстрацію
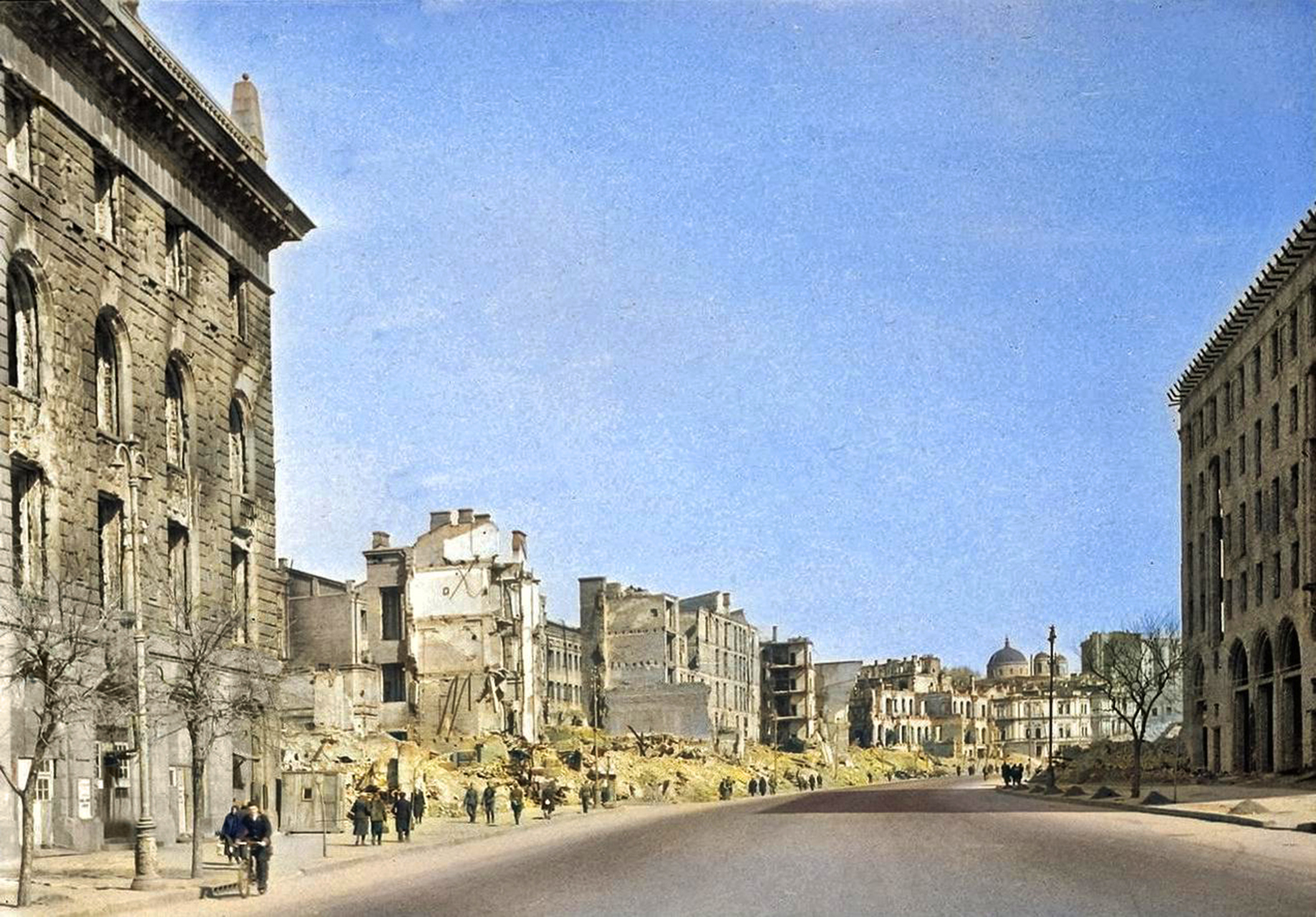
Руїни будинку № 30 одразу після уцілілого будинку № 32

### Будівля Міністерства лісового господарства

Вхід з боку Прорізної вулиці

Відновлення Хрещатика розпочали після звільнення Києва від нацистів. Нову будівлю для Міністерства лісового господарства УРСР (згодом Міністерство енергетики та вугільної промисловості України) спорудили у 1952—1953 роках за проєктом архітекторів Олександра Власова й Олексія Заварова.
Споруду критика сприйняла позитивно. У професійних часописах писали, що розрив у забудові правого боку Хрещатика оформлений як пропілеї, парадний вхід, на Прорізну вулицю, утворений будівлями № 30 і 28. Водночас у критиків виникло незадоволення щодо прилеглих житлових будинків, перенасичених «грубими деталями».

### Книгарня «Дружба»
З боку Хрещатика на першому поверсі у торговельній залі містилась книгарня «Дружба», у якій продавали зокрема і видання країн-сателітів СРСР із так званого «соціалістичного табору». До 2007 року популярну книгарню закрили, що викликало тоді протести у інтелігенції й книговидавців. Приміщення віддали в оренду.

## Архітектура

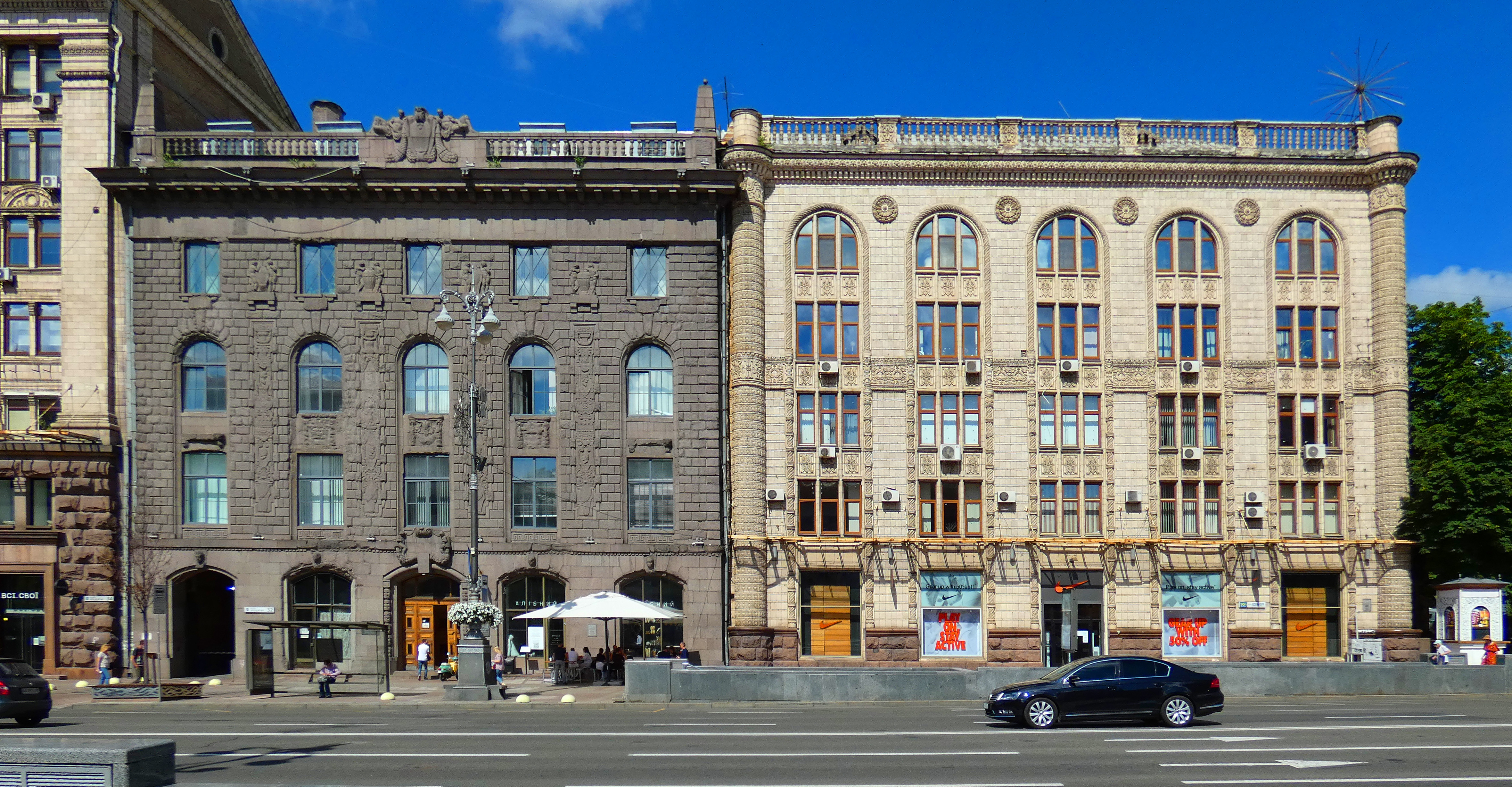
Фасад будинку перегукується з фасадом прилеглої кам'яниці № 32 (зліва)

Фронтон з боку Прорізної вулиці

П'ятиповерхова цегляна будівля розташована на розі Хрещатика і Прорізної вулиці. Має Г-подібну в плані форму, пласкі залізобетонні перекриття, бляшаний вальмовий дах. Облицьована світло-вохристими керамічними плитками різного розміру і рельєфу. Цоколь оздоблений колотим гранітом.
Архітектура потрактована у класичному стилі. Чолові фасади розділені вертикальними тридільними вікнами, оздобленими валикоподібною декоративною аркою з рослинним орнаментом. Простір під карнизом прикрашено тондо-розетками.
Горизонтальне членування досягнуто за допомогою рельєфних керамічних вставок, розміщених під вікнами, карнизу з орнаментованою кімою та зубцями й парапетом із балюстрадою.
Аркові вікна на п'ятому поверсі спроєктовані у формі вікон сусіднього будинку № 32.
Акцентом наріжжя виступають могутні тричвертєві колони з рослинним орнаментом.
Будівля має два входи. Вхід у міністерство на Прорізній вулиці виділено портиком з пілонами, увінчаними коринфськими капітелями. Навколо входу — рослинний орнамент і зображення рогу достатку.
Над портиком — балкон. Завершує фасад східчастий фронтон, оздоблений зображенням сонця в картуші.

## Галерея

Декор
Наріжна колона
Роги достатку (з боку Прорізної)
Адреса